# 索利图德城堡
索利图德城堡（德語：Schloss Solitude），也称孤独城堡，是德国斯图加特的一座洛可可风格宫殿，建于1764年和1769年之间，是符腾堡公爵的狩猎别墅。该城堡位于斯图加特和莱昂贝格、盖林根等城镇之间的高平原上，向北可看到韦林多夫、科恩塔尔和路德维希堡。

## 历史
1770年，符腾堡公爵在此创办了一所中学。1775年，卡尔中学（Karlsschule）搬到孤独城堡。它原是一所军校，后来改为精英子弟的综合大学。18世纪末公爵死后，由于维修费用问题导致其关闭。
1956年，该地并入斯图加特西区。1972年至1983年，联邦德国修复了城堡。